# Non Abbiamo Bisogno
Non abbiamo bisogno (Italiaans voor wij hebben geen behoefte) was een encycliek uitgevaardigd door paus Pius XI op 29 juni 1931, waarin de paus zich verzette tegen het optreden van het Italiaanse, fascistische regime ten aanzien van de Katholieke Actie.

## Voorgeschiedenis
De Katholieke Actie was een organisatie, die tot doel had alle gelovigen te betrekken in het voorkomen van de secularisering van de maatschappij. Hiertoe werden diverse verenigingen opgericht, waaronder die voor de jeugd. In de Lateraanse Verdragen van 11 februari 1929 werd het bestaansrecht van de Katholieke Actie erkend, mits zij zich distantieerde van politieke inmenging.
De populariteit van de Katholieke Actie was Benito Mussolini een doorn in het oog; in zijn streven meer grip te krijgen op de opvoeding van de Italiaanse jeugd had hij de Opera Nazionale Balilla opgericht, die de jeugd het fascistisch ideaal moest bijbrengen. Onder valse voorwendselen beschuldigde hij leden van de Katholieke Actie ervan zich toch bezig te houden met politieke zaken, waardoor hij meende dat ingrijpen gerechtvaardigd was. Op 30 mei 1931 werden vele verenigingen op last van de staat opgeheven. Dit leidde tot verontwaardiging van Pius XI, die tijdens verschillende toespraken het optreden van de fascisten veroordeelde. Uiteindelijk besloot de paus een encycliek uit te vaardigen.

## Encycliek
In het eerste deel van de encycliek besteedde de paus veel aandacht aan de wijze waarop het Italiaanse regime was opgetreden tegen de Katholieke Actie. Verhalen waren hem verteld waarbij zo hard was opgetreden, dat zelfs sommige rechtsdienaars zich hadden verontschuldigd voor hun acties. Meest verderfelijk in de ogen van de paus was de wijze waarop in de pers de acties gerechtvaardigd werden, waarbij het regime er niet voor schuwde om te beweren dat sommige beschuldigingen door de Osservatore Romano bevestigd werden.
Dat de Katholieke Actie zich bezighield met politieke zaken werd door de paus weerlegd. Van de duizenden medewerkers die verbonden waren aan de actie waren er slechts vier die voorheen tot de Partito Popolare –tegenstanders van de fascisten - hadden behoord, maar zelfs deze vier hadden nu hun vertrouwen in het nieuwe regime uitgesproken. De beschuldiging, dat de Katholieke Actie een bedreiging vormde voor de staat, zouden de lezers van deze mededeling slechts "hebben doen lachen van ongeloof"; de actie richtte zich namelijk voornamelijk tegen jeugdbewegingen.
Ook over de toekomst maakte de paus zich ernstige zorgen. Zo vond hij de verplichte eed tot trouw aan de staat een gevaarlijke ontwikkeling en hij riep de jeugd op om bij de eedaflegging het volgende voorbehoud uit te spreken: "met inachtneming van de wetten van God en de Kerk" of "in overeenstemming met de taken van een goed christen". Liever zag de paus echter, dat de hele eed zou worden afgeschaft. Dat de opvoeding van de jeugd slechts een taak was van de staat achtte de paus ook in strijd met de grondbeginselen van het geloof.
Pius XI benadrukte echter dat hij met deze encycliek niet van plan was het fascisme te veroordelen, maar slechts die punten onder de aandacht te brengen die niet in overeenstemming waren met de katholieke leer. Verbetering van die punten zou immers ook de fascistische partij goed kunnen doen.
Tot slot riep hij alle gelovigen op tot gebed om zo tot een oplossing te komen van het probleem.

## Nasleep
De wijze waarop Pius XI stelling nam tegen het fascistische regime leidde tot een felle reactie van Benito Mussolini. Om de verspreiding van de encycliek te waarborgen, liet Pius XI kopieën naar Parijs smokkelen om van daaruit distributie te garanderen.
Omdat noch het Vaticaan, noch Mussolini gebaat was bij het eventueel opheffen van de Lateraanse Verdragen vond in september 1931 een toenadering plaats tussen beide partijen. Overeengekomen werd, dat in overeenstemming met het concordaat de Katholieke Actie geaccepteerd werd, onder voorwaarde van politieke neutraliteit.
In 1938 zou het door de invoer van de raciale wetten in Italië opnieuw tot een confrontatie komen tussen Pius XI en Mussolini. Door de dood van Pius XI (10 februari 1939) zou deze kwestie nooit tot een oplossing komen, ook niet onder zijn opvolger paus Pius XII.